# Бики (Курська область)
Бики (рос. Быки) — село в Курчатовському районі Курської області Російської Федерації.
Населення становить 274 особи. Входить до складу муніципального утворення Чаплинська сільрада.

## Історія
Населений пункт розташований на території українського етнічного та культурного краю Східна Слобожанщина.
Від 2004 року входить до складу муніципального утворення Чаплинська сільрада.

## Населення
| 2002 | 2010 |
| ---- | ---- |
| 396  | ↘274 |